# Acid Drinkers
Acid Drinkers je polská metalová kapela, která byla založena v roce 1986.

## Sestava
- Tomasz "Titus" Pukacki – zpěv, baskytara (1986–)
- Darek "Popcorn" Popowicz – kytara (1986–)
- Maciej "Ślimak" Starosta – bicí (1989–)
- Robert "Litza" Friedrich – kytara, zpěv (1986–1998, 2024–)

### Bývalí členové
- Aleksander "Olass" Mendyk – kytara, zpěv (2004–2008); zemřel v Krakově dne 30. listopadu 2008
- Tomek "Lipa" Lipnicki – kytara, zpěv (2003–2004)
- Przemysław "Perła" Wejmann – kytara, zpěv (1998–2003)
- Wojciech "Jankiel" Moryto – kytara, zpěv (2009–2016)
- Robert "Bobby" Zembrzycki – kytara (2017)
- Łukasz "Dzwon" Cyndzer – kytara, zpěv (2017–2024)
- Piotr "Chomik" Kuik – bicí (1986)
- Maciej "Ślepy" Głuchowski – bicí (1986)

## Diskografie
1. Are You A Rebel?
2. Dirty Money, Dirty Tricks
3. Strip Tease
4. Vile Vicious Vision
5. FishDick
6. Infernal Connection
7. The State Of Mind Report
8. High Proof Cosmic Milk
9. Varran Strikes Back! (Live)
10. Amazing Atomic Activity
11. Broken Head
12. Acidofilia
13. Rock Is Not Enough
14. Verses Of Steel
15. Fishdick Zwei - The Dick Is Rising Again
16. La Part Du Diable
17. 25 Cents For A Riff
18. Peep Show